# Cyclone (ngôn ngữ lập trình)
Ngôn ngữ lập trình Cyclone ra đời như một dự định phương ngữ an toàn hơn của ngôn ngữ C. Cyclone được thiết kế để tránh lỗi tràn bộ nhớ đệm và các lỗ hổng khác có thể xảy ra trong chương trình C mà không làm mất đi sức mạnh và sự tiện lợi của C như là một công cụ cho lập trình hệ thống.
Quá trình phát triển Cyclone bắt đầu như là một dự án chung của AT&T Labs Research và nhóm của Greg Morrisett tại Cornell vào năm 2001. Phiên bản 1.0 được phát hành vào ngày 8 tháng 5 năm 2006.

## Tính năng ngôn ngữ
Cyclone cố gắng tránh một số cạm bẫy phổ biến của C trong khi vẫn duy trì cấu trúc và hiệu suất của nó. Để đạt được điều này, Cyclone đặt ra các giới hạn sau cho chương trình:
- Kiểm tra NULL được chèn để ngăn ngừa lỗi phân đoạn (segmentation fault)
- Số học con trỏ bị giới hạn